# 上姆博穆省
上姆博穆省（法語：Prefecture de Haut-Mbomou）是中非共和国16省之一，首府奥博。该省位于中非东部，西北与上科托省接壤，西南与姆博穆省接壤，东与南蘇丹接壤，南与刚果民主共和国接壤。